# Desaparecimento de Rebecca Reusch
O desaparecimento de Rebecca Reusch é um caso não resolvido de uma pessoa desaparecida em Berlim, Alemanha. Rebecca Reusch foi vista viva pela última vez na noite de 17 de fevereiro de 2019. Ela não foi para a escola no próximo dia e foi relatada por seus pais como desaparecida na tarde de 18 de fevereiro. Nenhum cadáver foi encontrado, mas a polícia acredita que ela foi vítima de homicídio.
O desaparecimento de Reusch atraiu bastante atenção na Alemanha, e foi comparado ao desaparecimento de Madeleine McCann. Além disso, o caso dela foi discutido bastante em mídias sociais e comunidades de true crime.

## Rebecca Reusch
Rebecca Reusch nasceu em 21 de setembro de 2003 em Berlim, Alemanha. Na época do desaparecimento, ela estava vivendo com seus pais em Britz; uma localidade no bairro Neukölln de Berlim. Ela tem duas irmãs mais velhas que já tinham se mudado e estavam vivendo com seus parceiros e filhos. De acordo com os pais dela, Reusch não estava em um relacionamento sério na época do desaparecimento. Ela era uma estudante da décima série na escola Walter-Gropius na localidade Gropiusstadt de Neukölln. Reusch é descrita como uma fã do grupo musical sul-coreano BTS.

## Desaparecimento

### 17 de fevereiro
Rebecca Reusch passou a noite de sábado, 17 de fevereiro de 2019, com sua irmã mais velha. Esta irmã vivia com seu marido e filha em sua própria casa no sul de Britz. Ela estava sozinha com sua criança naquela noite pois o marido estava em uma festa com conhecidos. Reusch queria dormir no sofá da sala de estar e ir direto para a escola na segunda-feira de manhã, que iria começar mais tarde naquele dia.

### 18 de fevereiro
O cunhado da Reusch retornou da festa perto das 05:45 e foi para a cama. Às 07:00, a irmã deixou a casa com a filha para o trabalho. Às 07:15, a mãe das duas tentou ligar para a Reusch, mas só chegou no correio de voz. Uma análise revelou que o celular de Rebecca foi logado na rede pela última vez às 07:46. Às 08:25, a mãe ligou uma segunda vez, mas de novo só chegou no correio de voz.
Em um certo ponto entre 07:00 e 07:46, Reusch mandou uma foto para a amiga dela no Snapchat. Fotos do Snapchat são automaticamente deletadas após serem abertas, então não se sabe a hora exata em que foi tirada. A mensagem foi vista pela amiga às 08:15. Foi dito que, na foto, ela estava de pé em um corredor enquanto usava um capuz com a marca BTS na frente e Rap Monster atrás, uma jaqueta de pelúcia rosa, jeans rasgados e tênis Vans preto e branco.
Às 09:40, Reusch não tinha aparecido para a escola. Quando ela não retornou para casa na tarde, seus pais a relataram como desaparecida. Alguns dos pertences de Reusch também tinham desaparecido, incluindo as roupas que ela estava usando na foto do snapchat daquela manhã, sua mochila Vans, sua bolsa rosa com as iniciais MK, seu celular e um Instax Mini 9 rosa da Fujifilm. Um cobertor roxo da casa da irmã dela também tinha desaparecido.

## Investigações
Os pais da Reusch relataram o desaparecimento dela para a polícia em 18 de fevereiro e começaram a procurá-la eles mesmos. Em 21 de fevereiro, a polícia oficialmente declarou ela como desaparecida e em 23 de fevereiro, o caso foi transferido para o esquadrão de homicídios. Em 28 de fevereiro, a polícia prendeu o cunhado da Reusch para interrogá-lo, mas tiveram que libertá-lo em 1 de março. Ele foi preso novamente em 4 de março, e liberado pela segunda vez em 22 de março.
Em 6 de março de 2019, o investigador principal Michael Hoffman apareceu no programa da ZDF Aktenzeichen XY... ungelöst [en] para entrar em contato com possíveis testemunhas do desaparecimento de Reusch. Hoffmann informou que foi determinado que o cunhado da Reusch estava dirigindo na auto-estrada federal 12 na manhã de 18 de fevereiro e na noite de 19 de fevereiro. Hoffman também mostrou suas Mugshots durante o programa, uma decisão que foi criticada pelos advogados do suspeito. Ao longo de março de 2019, florestas e lagos na proximidade da auto-estrada federal 12 foram investigados intensivamente, mas não foi encontrada nenhuma pista do paradeiro de Reusch.
Em 2020, os procuradores fizeram um pedido ao Google para dar a eles dados de Reusch e seu cunhado. Os dados foram entregues em 2021. Em abril de 2023, a polícia investigou a casa do cunhado da Reusch, fazendo testes acústicos e procurando objetos que poderiam ser usados para estrangulamento.

## Teorias
A polícia e os procuradores disseram várias vezes que o cunhado da Reusch é o único e principal suspeito. Por outro lado, a família da Reusch afirmou repetidamente que eles acreditam que ele é inocente. Como resultado da atenção do caso, várias teorias foram discutidas em mídias sociais e em comunidades de true crime. Exemplos são que ela fugiu, virou vítima de um predador online, foi morta por um criminoso desconhecido ou que virou vítima de tráfico.

### Cunhado da Reusch
O cunhado da Reusch é o único que foi relatado estar na casa com ela na manhã do desaparecimento. Isso é importante porque essa foi a última vez que o celular da Reusch foi conectado a uma rede e a polícia afirmou várias vezes que eles não acreditam que Reusch deixou a casa viva naquele dia. Além disso, o cunhado disse ter dormido naquela manhã, mas a polícia descobriu que ele estava procurando por materiais pornograficos relacionados a bondage e práticas de estrangulamento.
A polícia também descobriu que ele estava dirigindo na auto-estrada federal 12 de Berlim na direção de Frankfurt an der Oder na manhã de 18 de fevereiro e na noite de 19 de fevereiro. Ele não explicou o motivo dessas jornadas. O pai da Reusch, que apoia seu cunhado, disse para o canal RTL em uma entrevista: “A coisa toda está conectada com outra coisa, mas não posso dizer”. Isso causou especulação na mídia de que as viagens para a Polônia poderiam estar conectadas a narcotráfico. Alegações feitas pela irmã do suspeito em uma entrevista também sugerem essa explicação.
Aquela viagem em Bundesautobahn 12 também foi conectada ao relato de uma testemunha que disse ter visto um Renault Twingo "vermelho de framboesa" em uma área arborizada perto de Kummersdorf em 18 de fevereiro. Esta descrição corresponde ao veículo usado pelo suspeito. Esse relato também foi fortalecido por duas testemunhas que disseram ter visto um homem conspícuo no meio-dia. A área arborizada foi então investigada, mas nenhuma pista foi encontrada.

### Outras teorias
Teorias que não incluem o cunhado da Reusch assumem que ela saiu viva da casa em 18 de fevereiro. Elas são fortalecidas por um número de testemunhas que disseram ter visto Reusch depois das 07:45. Uma dessas testemunhas alegou ter visto Reusch no final da manhã de 18 de fevereiro. De acordo com a testemunha, Reusch estava andando na rua perto da casa de sua irmã. A testemunha disse que Reusch estava carregando um cobertor, apesar de que tinha chovido no dia anterior e o chão ainda estava molhado e não servia para um piquenique. Porém, os recordes do clima de 17 de fevereiro contradizem esse relato, pois estava completamente seco naquele dia. Outras testemunhas disseram ter visto Reusch em uma parada de ônibus e em um ônibus de número 171 durante o dia 18 de fevereiro. Porém, a polícia analisou as câmeras de segurança perto das paradas de ônibus e não conseguiu confirmar essas aparições.

### Encontro sobre BTS
Reusch era conhecida por ser uma fã do grupo musical sul-coreano BTS. Fãs do grupo tendem a criar e compartilhar conteúdo relacionado aos aniversários de membros do grupo e 18 de fevereiro é o aniversário de um dos membros. Por causa disso, a família da Reusch opinou que ela poderia ter deixado a casa mais cedo para possivelmente se encontrar com outros fãs. Esta teoria foi conectada à câmera Instax e ao cobertor roxo, dois dos itens desaparecidos.

### Conhecido na Internet
A família e os amigos da Reusch suspeitaram de um conhecido da internet; um garoto da idade da Reusch. Eles suspeitaram que Reusch poderia ter se encontrado com ele em 18 de fevereiro. As suspeitas contra ele foram aparentemente fortalecidas, pois ele deletou seus perfis de mídia social pouco tempo após o caso se tornar público. Porém, os procuradores confirmaram que os policiais consideraram o caso mas decidiram que ele não é mais um suspeito.

## Cobrimento na mídia
O desaparecimento de Rebecca Reusch ganhou bastante atenção na mídia na Alemanha e resultou em várias especulações. Foi descrito como “um dos casos criminais mais perplexos da Alemanha” e “um dos casos mais espetaculares de pessoas desaparecidas”. O especialista em pessoas desaparecidas, Peter Jamin, chamou o caso de “o caso com mais publicidade na Alemanha” e também clarificou que “Apenas o caso de Madeleine McCann causou um sensacionalismo maior.”
Em 6 de março de 2019, o caso foi apresentado no programa Aktenzeichen XY... ungelöst. Fotos do suspeito principal também foram divulgadas. O apresentador da ZDF Rudi Cerne se referiu ao caso como “o caso que está mantendo toda a Alemanha […] ocupada”. Depois da transmissão, mais de 300 denúncias foram recebidas do público, totalizando mais de 700 em 7 março de 2019. Em 13 de abril de 2019, a polícia já tinha recebido mais de 3,000 denúncias.
A polícia de Berlim foi criticada por um número de jornais por usar uma imagem bastante alterada durante a busca. A imagem foi tirada do Instagram da Reusch e foi alterada por ela usando um filtro de beleza para criar o que foi descrito como um visual Lolita. Apesar de que a imagem não se parece muito com a Reusch normal e poderia atrapalhar a busca, ainda é usada pela mídia e foi citada como um fator da grande atenção que o caso recebeu. Mesmo assim, a imagem alterada é o único retrato de Reusch usado pela polícia.
A mídia também refletiu sobre a relação tensa entre a família de Reusch e a polícia. Enquanto a polícia expressou frustração com a falta de cooperação deles, a família de Reusch criticou o forte foco da polícia no cunhado da Reusch, que eles acreditam ser inocente. Josef Wilfling, o investigador principal do esquadrão de homicídios, usou sua experiência do caso Sonja Engelbrecht para explicar que falar com parentes de uma pessoa desaparecida é algo difícil e conflituoso para investigadores de homicídios.